# 42748 Andrisani
42748 Andrisani este un asteroid din centura principală de asteroizi.

## Descriere
42748 Andrisani este un asteroid din centura principală de asteroizi. A fost descoperit pe 21 septembrie 1998 la Pianoro de Vittorio Goretti. Asteroidul prezintă o orbită caracterizată de o semiaxă mare de 2,86 ua, o excentricitate de 0,25 și o înclinație de 2,2° în raport cu ecliptica.